# 2-es busz (Budapest)
A budapesti 2-es jelzésű autóbusz az Irányi utca és a Szendrő utca között közlekedett. A járatot a Budapesti Közlekedési Rt. üzemeltette.

## Története
1929. december 28-án 21-es jelzéssel indított új járatot a Székesfővárosi Autóbuszüzem (SzAÜ) a Krisztina tér és a Németvölgyi út között. 1930. február 5-étől a Deák Ferenc tér és a Németvölgyi út között közlekedett körjáratként. 1931. október 17-én Pesten meghosszabbították a Liszt Ferenc térig, de kihasználatlanság miatt végállomása 1931. november 7-én visszakerült a Deák Ferenc térre. 1932. május 20-án polgármesteri rendeletre rendezték a viszonylatszámozásokat a SzAÜ és a BART között, a SzAÜ az 1 és 19 közötti számokat kapta, a 21-es busz jelzését ennek megfelelően 2-es módosították. Korábban azért nem közlekedett 2-es jelzésű busz, mert az ideiglenes járatoknak és különjáratoknak tartották fel. 1933. március 15-én pesti végállomása újra módosult, ekkor a Vörösmarty térhez helyezték át. 1933. május 16-ától a Báthory utca-Vécsey utca sarkán jelölték ki a végállomását és a Szabadság tér felé vezették az útvonalát. 1933. július 10-én a 48-as villamos megszűnése miatt a Nyugati pályaudvarig hosszabbították, a Kossuth Lajos tér érintésével. 1941. október 16-ától újra a Vörösmarty térről, majd november 10-étől a Szabadság térről indult Budára. A világháború miatt többször is szünetelt a vonalon a közlekedés, végül csak 1946. október 9-én tudták újraindítani az Apponyi tér (ma Ferenciek tere) és a Németvölgyi út között. 1948. augusztus 1-jétől a Márvány utcai felüljárón át közlekedett. A vonalat kisebb útvonalmódosítások után 1949. november 21-én a Kossuth híd helyett a Lánchídon keresztül vezették át a Duna felett.
1952. november 13-án 2A jelzéssel betétjáratot kapott a Krisztina tér és a Szabad sajtó út között, amit 1952. november 20-án meghosszabbítottak a Győri úti kishídig. A betétjárat 1954. január 3-ától gyorsjáratként üzemelt, és a Szabad sajtó úttól a Németvölgyi útig megállás nélkül közlekedett. 1954. február 3-án a gyorsjárat végállomása átkerült a Vörösmarty térhez. 1954. október 1-jétől csak a reggeli csúcsban indították el, végül 1954. november 25-én megszüntették.
A 2-es busz budai végállomása 1956. május 12-én átkerült az újonnan átadott Lékai János téri végállomásra (ma Apor Vilmos tér). 1960. június 22-én a pesti végállomása is módosult, villamosépítés miatt a Duna utca (Váci utca) sarokról indultak a buszok. 1961. augusztus 17-én a pesti végállomásához kamerát szereltek fel, amit forgalomirányítási kísérletként próbáltak ki.
1962. március 12-én a Szendrő utcáig hosszabbították, korábbi útvonalán pedig 2A jelzésű csúcsidei betétjáratot indítottak. A betétjárat útépítés miatt 1962. augusztus 5-én megszűnt, és végül nem indult újra.
A 2-es buszt 1963. január 21-én a József nádor térig rövidítették, majd 1964. április 13-ától már csak a Roosevelt térről indult. 1964. november 21-étől az Erzsébet híd átadásával egy időben végállomása a híd pesti hídfőjéhez, az Irányi utcába került, de továbbra is a Lánchídon keresztül közlekedett a Szendrő utcáig.
1972. december 23-án a 2-es metró új szakaszának átadásával elindult a 2Y jelzésű elágazójárat a Déli pályaudvar és a Szendrő utca között.
1976. november 6-án átadták a Felszabadulás téri aluljárót, a 2-es buszok pedig ezt érintve indultak Budára.
1977. január 1-jén a 2Y busz új jelzése 102-es lett, a 2-es busz az Irányi utca és a Fodor utca között közlekedett.
1979. május 1-jén elindult a 112-es busz is a Szendrő utca és az Irányi utca között, de a 2-es busztól eltérő útvonalon az Erzsébet hídon és a Hegyalja úton keresztül járt. 1982. november 1-jétől a Thomán István utcai buszfordulót is érintette.
1990. május 3-ától augusztus 8-áig közműépítés miatt a 2-es és 112-es busz terelve, a 102-es a Lékai térig rövidítve közlekedett.
A 2-es buszok üzemidejét 1995. május 1-jétől csökkentették, így csak munkanapkon közlekedett, végül 1996. február 29-én kihasználatlanság, illetve párhuzamosság miatt megszüntették.

## Útvonala
| Szendrő utca felé | Irányi utca felé |
| --- | --- |
| Irányi utca vá. – Irányi utca – Ferenciek tere – aluljáró – Petőfi Sándor utca – Szervita tér – Bécsi utca – Erzsébet tér – József Attila utca – Roosevelt tér – Lánchíd – Clark Ádám tér – Alagút – Alagút utca – Krisztina tér – Mészáros utca – Győző utca – Márvány utca – Királyhágó utca – Királyhágó tér – Böszörményi út – Apor Vilmos tér – Szendi utca – Bürök utca – Tornalja utca – Fodor utca – Szendrő utca vá. | Szendrő utca vá. – Fodor utca – Orbán tér – Orbánhegyi út – Stromfeld Aurél út – Apor Vilmos tér – Böszörményi út – Kiss János altábornagy utca – Ugocsa utca – Márvány utca – Győző utca – Mészáros utca – Krisztina tér – Alagút utca – Alagút – Clark Ádám tér – Lánchíd – Roosevelt tér – Eötvös tér – Apáczai Csere János utca – Petőfi tér – Belgrád rakpart – Irányi utca vá. |

## Megállóhelyei
| 0  | Irányi utca végállomás                                                      | 16 | 5, 8, 15, 112 2, 2A                                      |
| ∫  | Petőfi tér                                                                  | 15 | 15                                                       |
| 1  | Ferenciek tere (Korábban: Felszabadulás tér)                                | ∫  | 7, 7A, 7, 15, 78, 112                                    |
| ∫  | Szende Pál utca                                                             | 14 | 15                                                       |
| 2  | Szervita tér (Korábban: Martinelli tér)                                     | ∫  | 15                                                       |
| 3  | Erzsébet tér (Korábban: Engels tér)                                         | ∫  | Millenniumi Földalatti Vasút 4, 4, 9, 15, 16, 105 47, 49 |
| 4  | Roosevelt tér                                                               | ∫  | 16, 105 2, 2A                                            |
| 6  | Clark Ádám tér                                                              | 12 | 4, 16, 86, 105 19 Budavári sikló                         |
| 7  | Krisztina tér (↓) Attila út (↑)                                             | 10 | 4, 5, 78, 105 18                                         |
| 8  | Győző utca (↓) Mészáros utca (↑)                                            | 9  | 78, 105                                                  |
| 9  | Győri út (↓) Márvány utca (↑)                                               | 8  | 105                                                      |
| 10 | Alkotás utca (↓) Királyhágó utca (↑)                                        | 7  | 4, 105, 139 61                                           |
| ∫  | Márvány utca                                                                | 6  | 105                                                      |
| 11 | Királyhágó tér (↓) Tartsay Vilmos utca (↑) (Korábban: Joliot Curie tér (↓)) | 6  | 21, 102, 105 59                                          |
| 12 | Kiss János altábornagy utca (Korábban: XII. ker. Tanács)                    | 5  | 105 59                                                   |
| 13 | Apor Vilmos tér (Korábban: Lékai János tér)                                 | 4  | 4, 102, 105, 112 59                                      |
| ∫  | Németvölgyi út                                                              | 3  | 102, 112                                                 |
| 14 | Bürök utca                                                                  | ∫  | 102, 112                                                 |
| ∫  | Nárcisz utca                                                                | 2  | 102, 112                                                 |
| ∫  | Orbán tér                                                                   | 1  | 21, 21, 102, 112                                         |
| ∫  | Vöröskő utca                                                                | 1  | 102, 112                                                 |
| 15 | Ormódi utca                                                                 | ∫  | 102, 112                                                 |
| 16 | Kempelen Farkas utca                                                        | ∫  | 102, 112                                                 |
| 17 | Mártonhegyi út                                                              | ∫  | 102, 112                                                 |
| 18 | Tamási Áron utca                                                            | ∫  | 102, 112                                                 |
| 19 | Szendrő utca végállomás                                                     | 0  | 102                                                      |